# Domašín
Domašín település Csehországban, Chomutovi járásban. Domašín Výsluní, Klášterec nad Ohří, Měděnec és Kryštofovy Hamry településekkel határos. Lakosainak száma 194 fő (2024. január 1.).

## Népesség
A település lakosságának változását az alábbi diagram mutatja:
| Lakosok száma | 1270 | 1268 | 1217 | 235  | 185  | 186  | 169  | 184  | 173  | 194  |
|               | 1869 | 1900 | 1921 | 1961 | 1980 | 2011 | 2016 | 2019 | 2021 | 2024 |